# Володимир (Сеньковський)
Володимир (у миру Філарет Олексійович Сеньковський або Синьковский; 1845, Каховка, Дніпровський повіт, Таврійська губернія, нині Херсонська область, Україна — 3 серпня 1917, Алушта, Ялтинський повіт, Таврійська губернія, нині АР Крим, Україна) — єпископ Російської православної церкви у добу Російської імперії, 10-й архієпископ Донський і Новочеркаський. Духовний письменник. Активний діяч православної місії в Осетії.

## Біографія
Народився у сім'ї священика. 1867 закінчив Херсонську духовну семінарію і 26 вересня зведений в сан ієрея  єпископом Алексієм Ржаніциним.
19 жовтня 1875 року призначений місіонером Алтайської місії.
10 квітня 1882 року призначений місіонером заснованої Киргизької місії.
26 березня 1889 року возведений у сан протоієрея.
12 липня 1890 пострижений в чернецтво, 21 листопада возведений у сан ігумена і призначений помічником начальника Алтайської і Киргизької місій.
У 1891 році призначений начальником Алтайської і Киргизької місій, а 22 травня зведений в сан архімандрита.
18 серпня 1891 року в Олександро-Невській Лаврі хіротонізований на єпископа Бійського, вікарія Томської єпархії .
З 3 червня 1893 року — єпископ Владикавказький і Моздоцький.
Відкрив Ардонську духовну семінарію, завдяки якій у багатьох, навіть у найвіддаленіших осетинських аулах, ардонські вихованці або в сані священиків, або народних вчителів.
В частих місіонерських поїздках по Осетії переконав сотні осетинів, що жінки мають право ходити до храму і схилив горців до відкриття жіночих шкіл.
За період з 1897 по 1907 роки число шкіл в Північній Осетії зросла з 14 до 70, а учнів з 700 до 4000 чоловік.
З 12 серпня 1904 року — єпископ Кишинівський і Хотинський .
З 16 вересня 1908 року — архієпископ Донський і Новочеркаський .
6 травня 1912 нагороджений діамантовим хрестом для носіння на клобуку.
11 липня 1914 звільнений на спокій, відповідно до прохання, з правом керування Московським Заіконоспаським ставропігійним монастирем .
Помер у серпні 1917 року у Москві.

## Твори
- Життя св. великомученика Євстафія Плакіди.
- Початкові відомості про православну християнську віру, що повідомляються киргизу, що приймає хрещення.
- Нотатки алтайського місіонера Чорно-ануйского відділення священика Філарета Сеньківської за 1876, 77, 78, 79, 80 і 81 роки.
- Нотатки місіонера Киргизької місії.
- Три частини книги з віровчення і повчання протоієрея Поспєлова.
- Чин звернення магометан до Святої церкви.
- Нотатки Алтайського місіонера за 6 років 1876—1881 р.
- Нотатки Алтайського місіонера за 5 років 1886—1901 р.
- Ряд нотаток Киргизької місії.
- Промова при нареченні його єпископом Бійським. «Церковні Відомості» 1891, № 34, с. 1148.

Переклав киргизькою мовою і надрукував початкові відомості про Православну віру для новохрещених киргизів. Переклав киргизькою мовою і надрукував «Євангеліє від Матвія», початкові молитви та ін.
Праці друкував у Томських Єпархіальних Відомостях і Московських Церковних Відомостях.